# Montbretien
Montbretien (Crocosmia) sind eine Pflanzengattung in der Familie der Schwertliliengewächse (Iridaceae). Der Habitus der Arten und Sorten erinnert entfernt an Gladiolen. Einige Sorten werden als Zierpflanzen in Parks und Gärten angepflanzt. Die nur sieben bis zwölf Arten sind nur südlich der Sahara bis in die Capensis und auf Madagaskar beheimatet. Benannt ist die Gattung nach Antoine François Ernest Coquebert de Montbret (1780–1801), einem (deutsch-)französischen Naturwissenschaftler.

## Beschreibung
Crocosmia-Arten wachsen als ausdauernde, krautige Pflanzen. Sie bilden Rhizome (umgangssprachlich Knollen genannt) als Überdauerungsorgane. Die Pflanzen sind immergrün oder bei ungünstigen Klimabedingungen blattlos. Die meist aufrechten Stängel sind in der Regel verzweigt. Die je nach Art grundständigen oder wechselständig und zweizeilig am Stängel verteilten Laubblätter sind ungestielt, schwertförmig und ganzrandig.
Vier bis zwanzig Blüten sind in den ährigen Blütenständen zweizeilig angeordnet; unter jeder der Blüten sitzen zwei orange bis rote (selten grüne) Hochblätter. Die ungestielten Blüten sind zwittrig, zygomorph und dreizählig. Es sind zwei Kreise mit je drei, auffällig orange bis rot gefärbten Blütenhüllblättern vorhanden; wobei die äußeren etwas größer sind als die inneren, alle sind röhrig verwachsen. Es ist nur ein Kreis mit drei fertilen Staubblättern vorhanden. Drei Fruchtblätter sind zu einem unterständigen Fruchtknoten verwachsen. Je nach Art erfolgt die Bestäubung entomophil, ornithophil oder anemophil.
Es werden dreifächerige Kapselfrüchte gebildet. Jedes Kapselfach enthält zwei bis vier kugelige Samen.

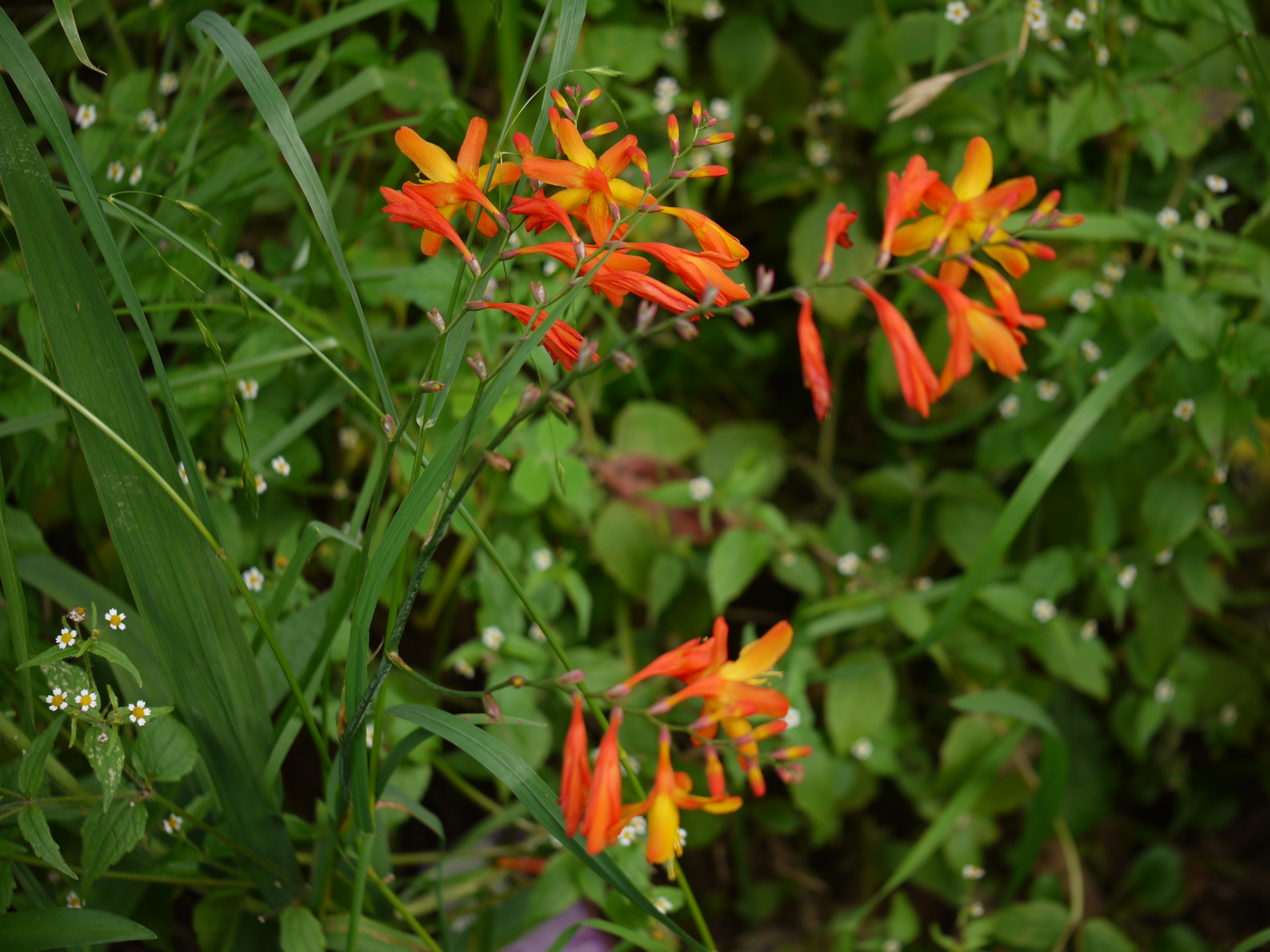
Crocosmia masoniorum

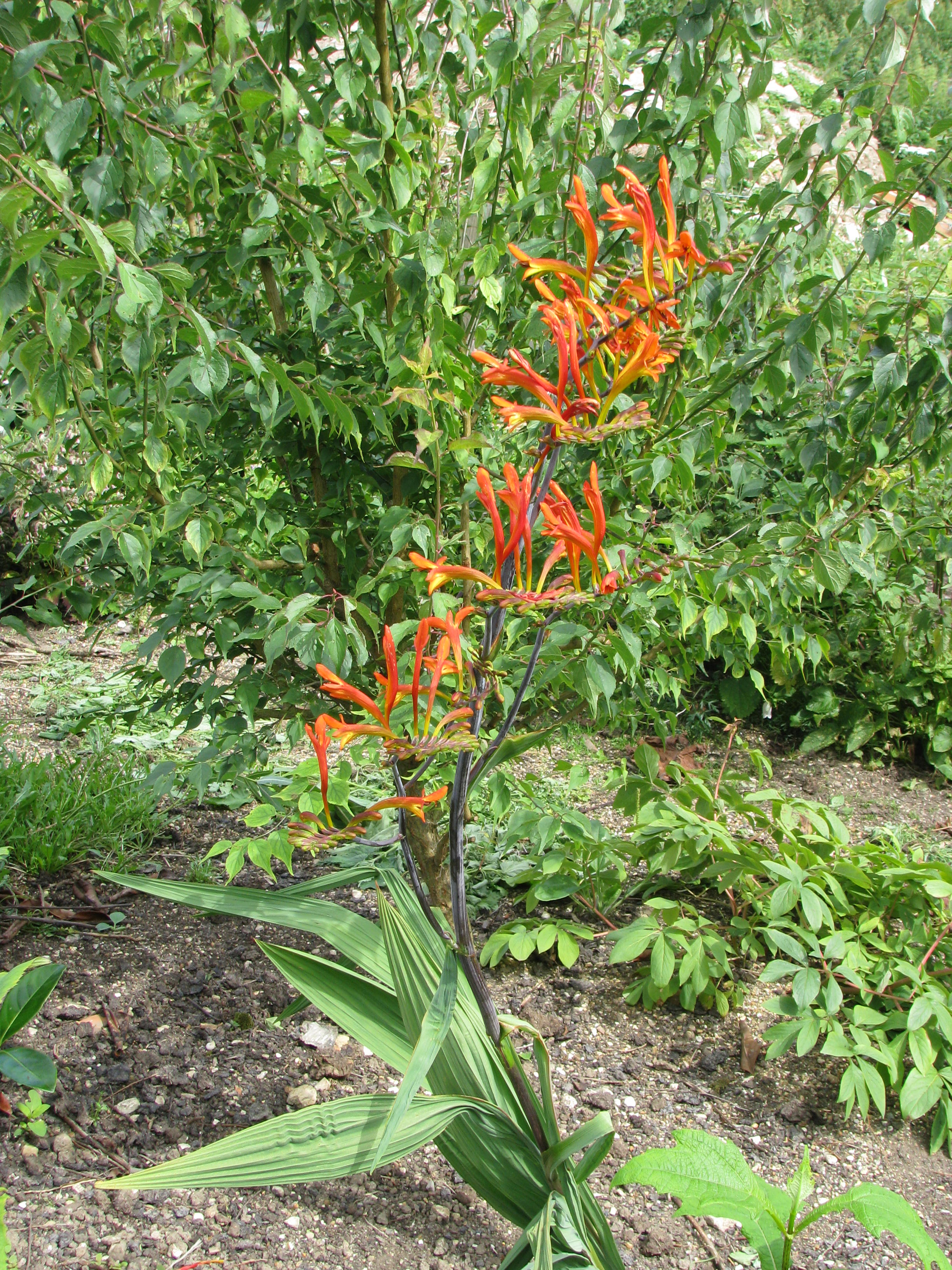
Crocosmia paniculata

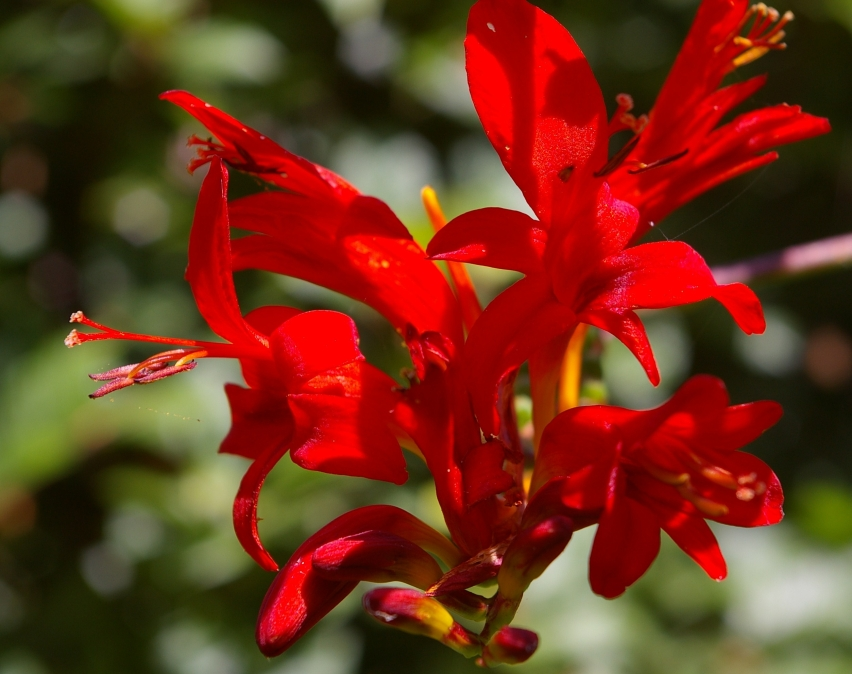
Garten-Montbretie (Crocosmia × crocosmiiflora Sorte 'Lucifer')

## Systematik
Die Gattung Crocosmia wurde 1851 in der von Louis van Houtte herausgegebenen botanischen Zeitschrift Flore des serres et des jardins de l’Europe, 7, S. 161 aufgestellt. Typusart ist Crocosmia aurea (Pappe ex Hook.) Planch. Synonyme für Crocosmia Planch. sind: Montbretia DC., Curtonus N.E.Brown.
Die Gattung Crocosmia gehört zur Tribus Croceae in der Unterfamilie der Crocoideae (Syn.: Ixioideae) innerhalb der Familie der Iridaceae.
Es gibt sieben bis zwölf Arten:
- Crocosmia ambongensis (H.Perrier) Goldblatt & J.C.Manning: Sie ist ein Endemit des westlichen Madagaskar.[3][4]
- Gold-Montbretie (Crocosmia aurea (Pappe ex Hook.) Planch.): Es ist eine schattenliebende Art mit gelben bis orangefarbenen Blüten. Sie kommt in zwei Unterarten vom Sudan bis Südafrika vor:[3]
  - Crocosmia aurea subsp. aurea: Sie kommt von Tansania bis Südafrika vor.[3]
  - Crocosmia aurea subsp. pauciflora (Milne-Redh.) Goldblatt (Syn.: Crocosmia pauciflora Milne-Redh.) Sie kommt von der Zentralafrikanischen Republik bis ins nordwestliche Sambia vor.[3]
- Crocosmia fucata (Lindl.) M.P.de Vos, Heimat: Südafrika.[3]
- Transkei-Montbretie (Crocosmia masoniorum (L.Bolus) N.E.Br.): Es ist eine hochwüchsige Art mit orange- bis zinnoberroten Blüten. Sie kommt vom Kap bis KwaZulu-Natal vor.[3]
- Crocosmia mathewsiana (L.Bolus) Goldblatt ex M.P.de Vos: Sie kommt in Mpumalanga vor.[3]
- Rispen-Montbretie oder Hohe Montbretie (Crocosmia paniculata (Klatt) Goldblatt), sie kommt in Südafrika vor.[3]
- Crocosmia pearsei Oberm., Heimat: Südafrika.[3]
- Potts-Montbretie (Crocosmia pottsii (Macnab ex Baker) N.E.Br.): Sie kommt vom Kap bis KwaZulu-Natal vor.[3]

Hybride:
- Garten-Montbretie (Crocosmia × crocosmiiflora (Lemoine) N.E.Br., Syn.: Crocosmia × latifolia N.E.Br.) = Crocosmia aurea × Crocosmia pottsii.[3]